# John Paul Mwaniki
John Paul Mwaniki OSB (* 1967 in Kenia) ist ein kenianischer Geistlicher, der seit 2018 als Abt der Herz-Jesu-Abtei Inkamana in Vryheid (Südafrika) fungiert.

## Leben
John Paul Mwaniki wurde im Jahre 1967 in Kenia geboren, wo er auch seine Schulbildung erhielt. So besuchte er unter anderem die Aquinas High School in der Hauptstadt Nairobi, wo er auch auf das Tindinyo College ging (1982–1987). In weiterer Folge wechselte er an die University of Nairobi bzw. an die Catholic University of Eastern Africa, wo er von 1988 bis 1995 studierte und seine Studien mit einem Bachelor, sowie einem Postgraduate Diploma in Education (PGDE) in Soziologie und Pädagogik abschloss. Nebenbei war er auch im Hochschulsport aktiv. Anderen Quellen zufolge besuchte er auch das St Joseph’s Theological Institute in Cedara, Südafrika.
Bereits am 29. Januar 1994 legte Mwaniki am Priorat Tigoni in Tigoni, einem nordwestlichen Vorort Nairobis in der Provinz Nairobi (heute Nairobi County), seine Profess ab. Seine feierliche Profess legte er daraufhin im Jahre 2000 ab und wurde danach zu einem Diakon in der Abteikirche von Inkamana in der südafrikanischen Stadt Vryheid ernannt. Seine Priesterweihe erfolgte daraufhin am 15. Dezember 2001 in Tigoni. Unter anderem war er in der Folgezeit von Anfang 2002 bis Oktober 2009 (lt. LinkedIn) Erzieher und Gemeindepriester (engl. parish priest) am Priorat Tigoni, auch Prince of Peace Conventual Priory bzw. Prince of Peace Benedictine Priory genannt, das zum Bistum Marsabit bzw. zum Erzbistum Nairobi gehört. Genauer war er von 2002 bis 2005 Novizenmeister des Benediktinerklosters und fungierte danach von 2005 bis 2008 als parish priest und Superior der Benediktinergemeinschaft in Ruaraka, im Nordosten der kenianischen Hauptstadt Nairobi.
Im Jahr 2011 übertrug er seine Stabilität auf die Herz-Jesu-Abtei Inkamana und wurde nach der Resignation des Abtes Gottfried/Godfrey Sieber im Februar 2015 in weiterer Folge für drei Jahre zum Prior-Administrator der Abtei gewählt. Von 2011 bis 2015 fungierte er als Kellermeister bzw. Zinsmeister von Inkamana; davor war er eine Zeit lang Rektor und Superior des Studienhauses von Cedara. Bereits vor seiner Ernennung zum Prior-Administrator war Mwaniki unter Sieber als Prior tätig.
Auf dem Kongress der Benediktiner-Äbte im September 2016 stellte die Alliance Inter Monastères (AIM), dass sich in fast allen geographischen Regionen die Oberen der Gemeinschaften regelmäßig zum Austausch von Ideen treffen, es hierbei jedoch in Afrika einen Mangel gibt. So trafen sich die besagten afrikanischen Äbte im Zuge des Äbtekongresses und besprachen hierbei die weitere Vorgehensweise für regelmäßige Treffen. Aus diesem Grund wurde von Romain Botta (Abt der Abtei Agbang in Togo), Espérance Sarr (Mutter Äbtissin der Abtei Keur Guilaye in Senegal) und John Paul Mwaniki (zu diesem Zeitpunkt noch Prior-Administrator der Herz-Jesu-Abtei Inkamana), die Panafrikanische Benediktiner-Vereinigung (engl.: Pan African Benedictine Encounter; kurz ABPA/ABE) gegründet. Die zu diesem Zeitpunkt nur aus diesen drei Mitgliedern bestehende Kommission wurde gegründet, um fortan Treffen untereinander organisieren zu können. Für Januar 2020 wurde eine Vorbereitungskommission im Kloster von Nairobi einberufen, um das Treffen der französisch- und englischsprachigen Oberen im Jahr 2021 zu planen.
Am 10. Februar 2018 wurde Mwaniki vom Konvent zum dritten Abt von Inkamana gewählt und als solcher am 21. April in der in den 1950er Jahren errichteten Abteikirche von Bischof Xolelo Thaddaeus Kumalo benediziert. Mwaniki spricht neben Kiswahili auch Englisch.